# Isogenoides olivaceus
Isogenoides olivaceus is een steenvlieg uit de familie Perlodidae. De wetenschappelijke naam van de soort is voor het eerst geldig gepubliceerd in 1852 door Walker.